# Ossian-diszkográfia
Az Ossian együttes diszkográfiája huszonkét stúdióalbumot, három koncertalbumot, hat válogatást és egy középlemezt sorol fel. A zenekar első felvételeit az 1986-os Ossian-demó tartalmazza. Az Ossian anyagait a zenekar 1994-es feloszlásáig a Hungaroton gondozta, az 1998-as újjáalakulástól kezdve egészen napjainkig pedig már a Hammer Records adja ki lemezeiket. CD hanghordozón először az 1992-es Kitörés albumuk jelent meg. A korábbi lemezeket 2002-2003-ban a Hammer Records adta ki CD-n felújított hangzással, bónuszokkal.

## Stúdióalbumok
| Év   | Album                     | Információ                                                                | Mahasz Top 40 (eredeti kiadás) | Eladási minősítések |
| ---- | ------------------------- | ------------------------------------------------------------------------- | ------------------------------ | ------------------- |
| 1988 | Acélszív                  | - Megjelent: 1988. március - Kiadó: Hungaroton - Formátum: LP, MC         | – *                            |                     |
| 1989 | Félre az útból            | - Megjelent: 1989. május - Kiadó: Hungaroton - Formátum: LP, MC           | – *                            |                     |
| 1990 | A rock katonái            | - Megjelent: 1990. február - Kiadó: Hungaroton - Formátum: LP, MC         | – *                            |                     |
| 1991 | Ítéletnap                 | - Megjelent: 1991. április - Kiadó: Hungaroton - Formátum: LP, MC         | 1                              |                     |
| 1992 | Kitörés                   | - Megjelent: 1992. április - Kiadó: Hungaroton - Formátum: CD, LP, MC     | 8                              |                     |
| 1993 | Emberi dolgok             | - Megjelent: 1993. május - Kiadó: Hungaroton - Formátum: CD, LP, MC       | 7                              |                     |
| 1994 | Keresztút                 | - Megjelent: 1994. március - Kiadó: Hungaroton - Formátum: CD, MC         | 12                             |                     |
| 1999 | Fémzene                   | - Megjelent: 1999. szeptember - Kiadó: Hammer Records - Formátum: CD, MC  | –                              |                     |
| 2000 | Gyújtópontban             | - Megjelent: 2000. szeptember - Kiadó: Hammer Records - Formátum: CD, MC  | –                              |                     |
| 2001 | Titkos ünnep              | - Megjelent: 2001. szeptember - Kiadó: Hammer Records - Formátum: CD, MC  | 7                              |                     |
| 2002 | Árnyékból a fénybe        | - Megjelent: 2002. szeptember - Kiadó: Hammer Records - Formátum: CD, MC  | 6                              |                     |
| 2003 | Hangerőmű                 | - Megjelent: 2003. szeptember - Kiadó: Hammer Records - Formátum: CD, MC  | 4                              |                     |
| 2004 | Tűzkeresztség             | - Megjelent: 2004. szeptember - Kiadó: Hammer Records - Formátum: CD      | 1                              |                     |
| 2005 | A szabadság fantomja      | - Megjelent: 2005. szeptember - Kiadó: Hammer Records - Formátum: CD      | 2                              |                     |
| 2007 | Örök tűz                  | - Megjelent: 2007. szeptember - Kiadó: Hammer Records - Formátum: CD, MC  | 1                              |                     |
| 2008 | Küldetés                  | - Megjelent: 2008. szeptember - Kiadó: Hammer Records - Formátum: CD      | 3                              |                     |
| 2009 | Egyszer az életben        | - Megjelent: 2009. szeptember - Kiadó: Hammer Records - Formátum: CD, LP  | 1                              |                     |
| 2011 | Az lesz a győztes         | - Megjelent: 2011. március - Kiadó: Hammer Records - Formátum: CD         | 1                              | aranylemez (2020)   |
| 2013 | A tűz jegyében            | - Megjelent: 2013. április - Kiadó: Hammer Records - Formátum: CD, MC     | 1                              | aranylemez          |
| 2015 | Lélekerő                  | - Megjelent: 2015. április - Kiadó: Hammer Records - Formátum: CD, MC     | 1                              | platinalemez        |
| 2016 | Fényárban és félhomályban | - Megjelent: 2016. április - Kiadó: Hammer Records - Formátum: CD, MC     | 2                              | 2 x platinalemez    |
| 2017 | Az igazi szabadság        | - Megjelent: 2017. április - Kiadó: Hammer Records - Formátum: CD, LP, MC | 1                              | 2 x platinalemez    |
| 2019 | A reményhozó              | - Megjelent: 2019. április - Kiadó: Hammer Records - Formátum: CD, LP, MC | 1                              | 2 x platinalemez    |
| 2020 | Csak a jót                | - Megjelent: 2020. április - Kiadó: Hammer Records - Formátum: CD, LP, MC | 1                              | 2 x platinalemez    |
| 2021 | A teljesség               | - Megjelent: 2021. május - Kiadó: H-Music - Formátum: CD, MC              |                                |                     |
| 2024 | Angyalok és emberek       | - Megjelent: 2024. február - Kiadó: H-Music - Formátum: CD, MC            |                                |                     |

*Az 1990 előtti lemezeladási adatok nem elérhetőek a hivatalos online adatbázisában.

## Koncertalbumok
| Év   | Album | Információ                                                            | Mahasz Top 40 (eredeti kiadás) | Eladási minősítések |
| ---- | --- | --------------------------------------------------------------------- | ------------------------------ | ------------------- |
| 1998 | Koncert - E-Klub, Budapest, 1998. június 14. | - Megjelent: 1998. október - Kiadó: Hammer Records - Formátum: CD, MC | –                              |                     |
| 2006 | Létünk a bizonyíték – 20 éves jubileumi koncert - Petőfi Csarnok, Budapest, 2005. november 5. - Petőfi Csarnok, Budapest, 2004. november 6. (bónusz) | - Megjelent: 2006. szeptember - Kiadó: Hammer Records - Formátum: 2CD | 4                              |                     |
| 2011 | 25 éves jubileumi koncert - Petőfi Csarnok, Budapest, 2011. május 21.                                                                                | - Megjelent: 2011. december - Kiadó: Hammer Records - Formátum: 2CD   | 7                              |                     |
| 2019 | 60/30/20 - Tripla Jubileumi Koncert - Barba Negra Track, Budapest, 2018. szeptember 15.                                                              | - Megjelent: 2019. április 5. - Kiadó: Hammer Records - Formátum: 2CD |                                |                     |

## Válogatásalbumok
| Év   | Album                                        | Információ | Mahasz Top 40 (eredeti kiadás) | Eladási minősítések |
| ---- | -------------------------------------------- | --- | ------------------------------ | ------------------- |
| 1992 | Ossian 86-92                                 | - Tartalom: válogatás az 1986-1992 közötti időszakból, plusz egy új dal - Megjelent: 1992. december - Kiadó: Hungaroton - Formátum: CD, MC                                    | 40                             |                     |
| 2006 | A lélek hangja – 20 éves jubileumi válogatás | - Tartalom: akusztikus és nagyzenekari átdolgozások, plusz egy új dal - Megjelent: 2006. szeptember - Kiadó: Hammer Records - Formátum: CD, MC                                | 4                              |                     |
| 2009 | Best of 1998-2008                            | - Tartalom: válogatás az 1998-2008 közötti időszakból, plusz egy új dal - Megjelent: 2009. május - Kiadó: Hammer Records - Formátum: CD, 2LP                                  | 8                              | aranylemez (2020)   |
| 2012 | Ossian 86-94                                 | - Tartalom: válogatás az Ossian első korszakából, az Ossian 86-92 újrakiadása további dalokkal kiegészítve - Megjelent: 2012. december - Kiadó: Hammer Records - Formátum: CD | 8                              |                     |
| 2016 | 30 év legszebb balladái                      | - Tartalom: válogatás az együttes lírai dalaiból - Megjelent: 2016. augusztus - Kiadó: Hammer Records - Formátum: CD                                                          | 1                              | 2 x platinalemez    |
| 2018 | Nyitott szívvel                              | - Tartalom: válogatás az együttes lírai dalaiból - Megjelent: 2018. április - Kiadó: Hammer Records - Formátum: CD                                                            | 1                              | platinalemez        |

## Középlemezek
| Év   | Album            | Információ | Mahasz Top 40 (eredeti kiadás) | Eladási minősítések |
| ---- | ---------------- | --- | ------------------------------ | ------------------- |
| 1999 | Az utolsó lázadó | - Tartalom: új dalok, újra felvett régi dalok, koncertfelvételek - Megjelent: 1999. április - Kiadó: Hammer Records - Formátum: CD, MC | –                              |                     |

## Kislemezek
| Év   | Dal        | Információ                                                                 |
| ---- | ---------- | -------------------------------------------------------------------------- |
| 2018 | Hatvanszor | - Megjelent: 2018. május 31. - Kiadó: Hammer Records - Formátum: Digitális |

## Tribute albumok
| Év   | Album         | Információ | Mahasz Top 40 | Eladási minősítések |
| ---- | ------------- | --- | ------------- | ------------------- |
| 2018 | Egyek vagyunk | - Tartalom: Ossian-dalok feldolgozásai más előadóktól - Megjelent: 2018. szeptember - Kiadó: Hammer Records - Formátum: CD | –             |                     |

## Újrakiadott albumok
| Év   | Album              | Információ                                 |
| ---- | ------------------ | ------------------------------------------ |
| 2002 | Acélszív           | - Kiadó: Hammer Records - Formátum: CD, MC |
| 2002 | Félre az útból     | - Kiadó: Hammer Records - Formátum: CD, MC |
| 2003 | A rock katonái     | - Kiadó: Hammer Records - Formátum: CD, MC |
| 2003 | Ítéletnap          | - Kiadó: Hammer Records - Formátum: CD, MC |
| 2009 | Koncert            | - Kiadó: Hammer Records - Formátum: 2CD    |
| 2009 | Fémzene            | - Kiadó: Hammer Records - Formátum: CD     |
| 2009 | Gyújtópontban      | - Kiadó: Hammer Records - Formátum: CD     |
| 2009 | Titkos ünnep       | - Kiadó: Hammer Records - Formátum: CD     |
| 2009 | Árnyékból a fénybe | - Kiadó: Hammer Records - Formátum: CD     |
| 2015 | Hangerőmű          | - Kiadó: Hammer Records - Formátum: CD     |

## Demók
- Demo 86
- Demo 87

## Videók
- Koncert (VHS, 1998)
- Létünk a bizonyíték (DVD, 2006)
- 25 éves jubileumi koncert (DVD, 2011)
- 60/30/20 - Tripla Jubileumi Koncert (DVD,2019)